# Laneuvelle
Laneuvelle est une commune française située dans le département de la Haute-Marne, en région Grand Est.

## Géographie
Le village s'étire au flanc d'une vallée très ensoleillée, le long d'une rue unique qui démarre au petit ruisseau qui se dirige vers Coiffy-le-Bas et se prolonge vers la route de Montigny-le-Roi, cette vallée, cultivée dans la cuvette est couverte de forêt dans sa partie supérieure. Une deuxième vallée, nommée Val de Lai, constituée également de prairies et de bois s'étire vers le village voisin de Damrémont.
La commune n'est pas desservie par le chemin de fer, seules des routes départementales permettent d'accéder à Laneuvelle.

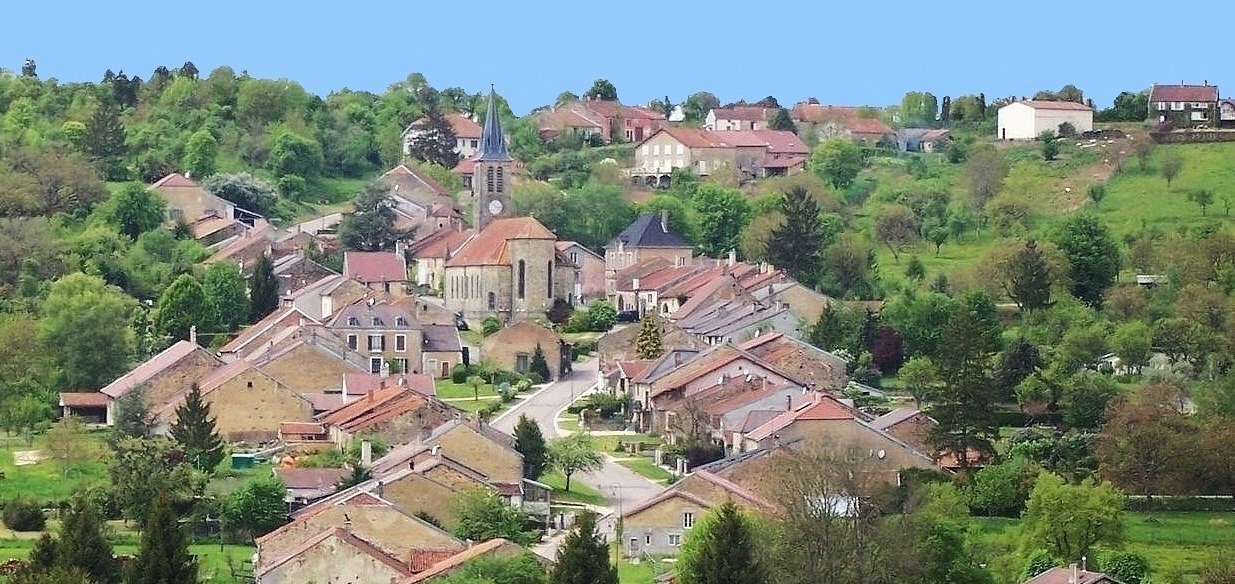
Vue générale

| Damrémont |               | Bourbonne-les-Bains |
| Vicq      | Laneuvelle    | Bourbonne-les-Bains |
|           | Coiffy-le-Bas | Bourbonne-les-Bains |

### Hydrographie
La commune est dans le bassin versant de la Saône au sein du bassin Rhône-Méditerranée-Corse. Elle est drainée par le ruisseau des Prés Rougets et le ruisseau du Gravier.

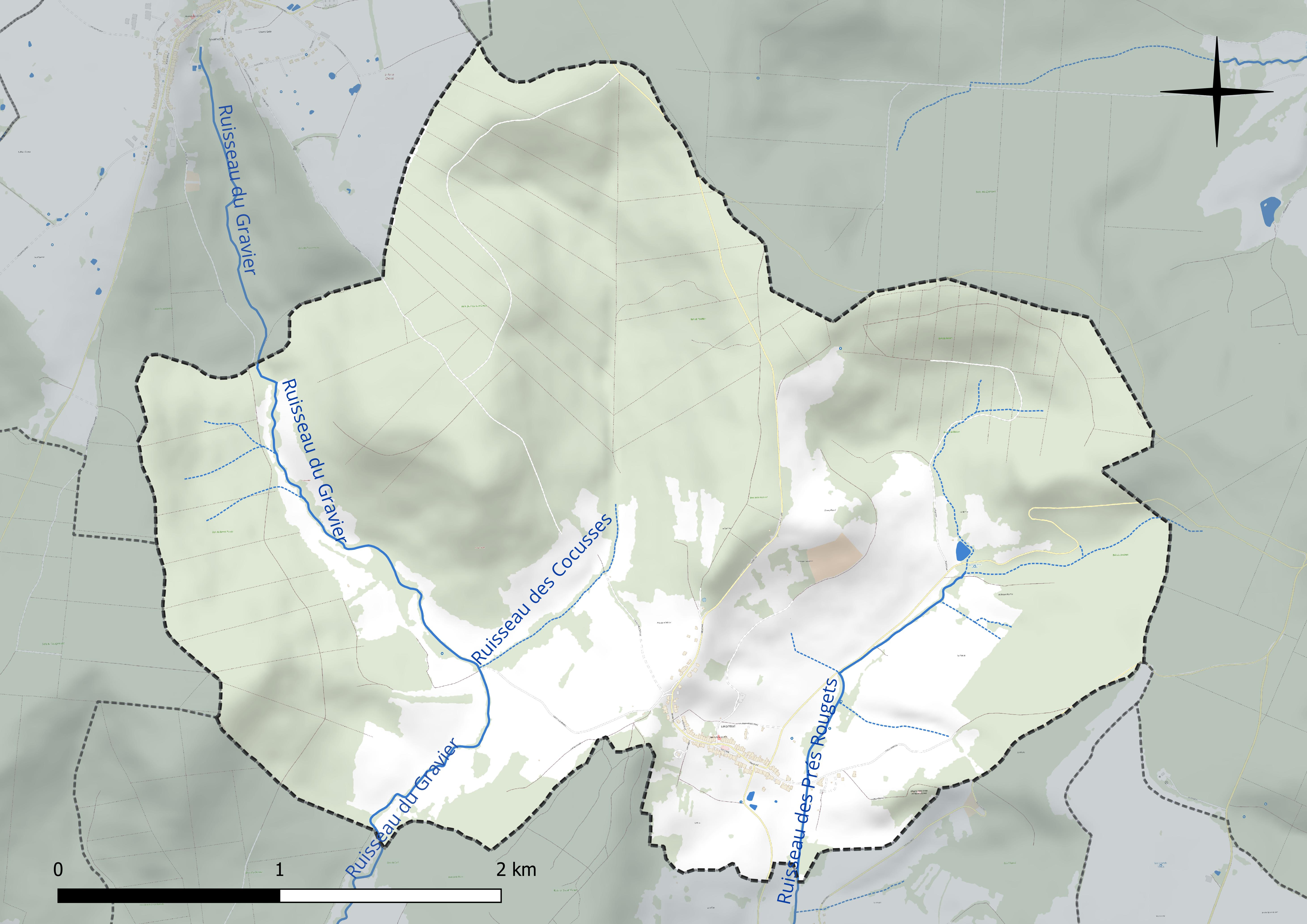
Réseau hydrographique de Laneuvelle.

### Climat
Pour des articles plus généraux, voir Climat du Grand Est et Climat de la Haute-Marne.
En 2010, le climat de la commune est de type climat des marges montargnardes, selon une étude du Centre national de la recherche scientifique s'appuyant sur une série de données couvrant la période 1971-2000. En 2020, Météo-France publie une typologie des climats de la France métropolitaine dans laquelle la commune est exposée à un climat océanique altéré et est dans la région climatique  Lorraine, plateau de Langres, Morvan, caractérisée par un hiver rude (1,5 °C), des vents modérés et des brouillards fréquents en automne et hiver. 
Pour la période 1971-2000, la température annuelle moyenne est de 9,9 °C, avec une amplitude thermique annuelle de 17 °C. Le cumul annuel moyen de précipitations est de 959 mm, avec 13 jours de précipitations en janvier et 8,8 jours en juillet. Pour la période 1991-2020, la température moyenne annuelle observée sur la station météorologique de Météo-France la plus proche, « Val-de-Meuse », sur la commune de Val-de-Meuse à 16 km à vol d'oiseau, est de 9,9 °C et le cumul annuel moyen de précipitations est de 917,4 mm. 
La température maximale relevée sur cette station est de 39,5 °C, atteinte le 25 juillet 2019 ; la température minimale est de −25 °C, atteinte le 18 janvier 1966,,. 
Les paramètres climatiques de la commune ont été estimés pour le milieu du siècle (2041-2070) selon différents scénarios d'émission de gaz à effet de serre à partir des nouvelles projections climatiques de référence DRIAS-2020. Ils sont consultables sur un site dédié publié par Météo-France en novembre 2022.

## Urbanisme

### Typologie
Au 1er janvier 2024, Laneuvelle est catégorisée commune rurale à habitat dispersé, selon la nouvelle grille communale de densité à sept niveaux définie par l'Insee en 2022.
Elle est située hors unité urbaine et hors attraction des villes,.

### Occupation des sols
L'occupation des sols de la commune, telle qu'elle ressort de la base de données européenne d’occupation biophysique des sols Corine Land Cover (CLC), est marquée par l'importance des forêts et milieux semi-naturels (67,2 % en 2018), en augmentation par rapport à 1990 (65,8 %). La répartition détaillée en 2018 est la suivante : 
forêts (67,2 %), prairies (30,6 %), zones urbanisées (2,3 %). L'évolution de l’occupation des sols de la commune et de ses infrastructures peut être observée sur les différentes représentations cartographiques du territoire : la carte de Cassini (XVIIIe siècle), la carte d'état-major (1820-1866) et les cartes ou photos aériennes de l'IGN pour la période actuelle (1950 à aujourd'hui).

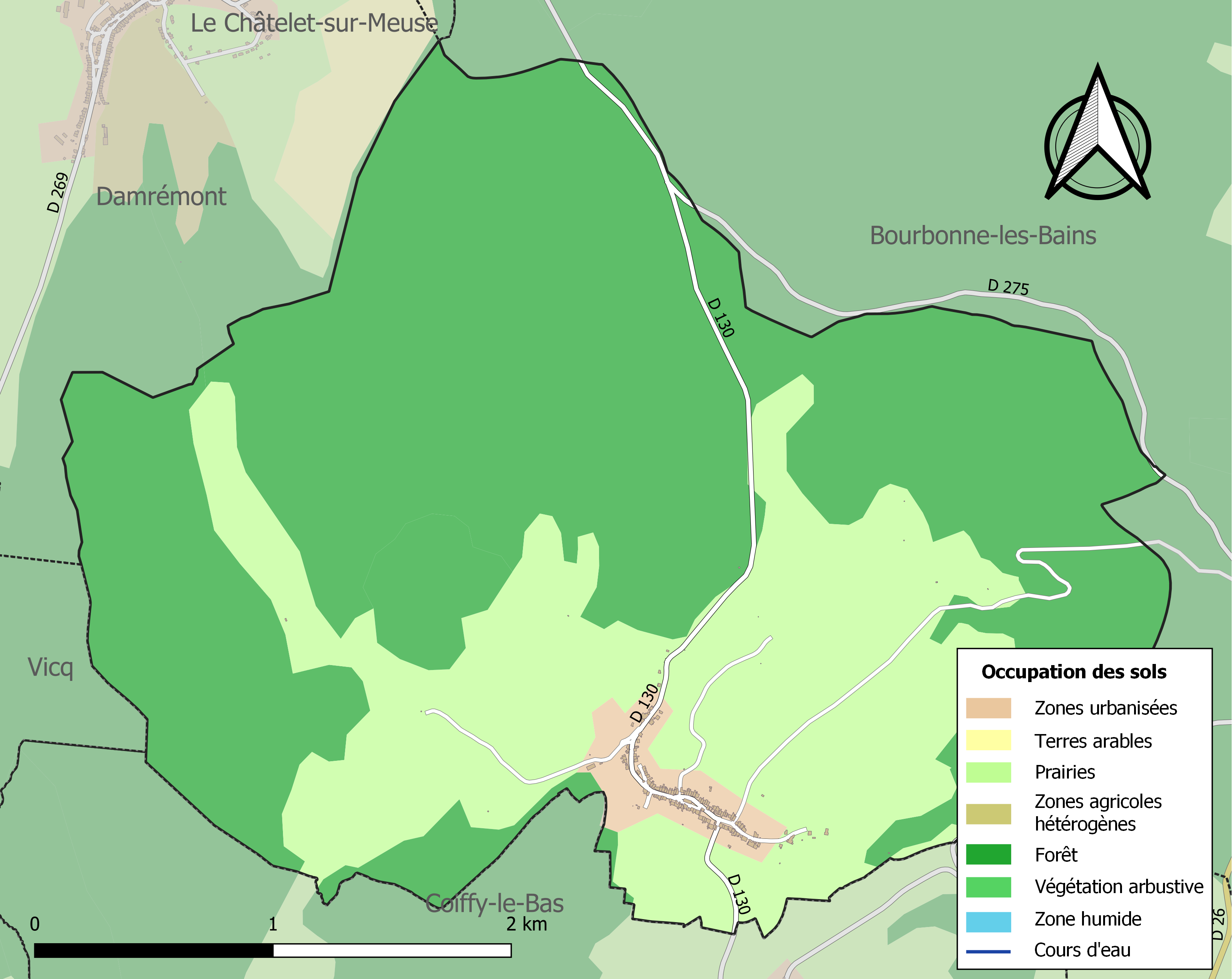
Carte des infrastructures et de l'occupation des sols de la commune en 2018 (CLC).

## Toponymie
Le nom de la localité est attesté sous les formes Capella de Nova Villa (1101) ; Nueville (1276-1278) ; La Neufvelle soubz le Beullon, La Neufvelle lez Coiffy (1538) ; La Neufvelle soubz le Bouillon (1570) ; Neuvelle (1732) ; La Neuvelle (1749) ; Neuvelle lès Coiffy (1770) ; Laneuvelle (1858).

### Étymologie
Le nom Laneuvelle vient du latin nova villa signifiant « nouveau domaine » puis « nouveau village ».
L'actuelle Laneuvelle fut portée sur les actes et les cartes : La Neufvelle, Laneuvelle-lès-Coiffy.

## Histoire
Il ne reste que peu de traces de Laneuvelle d'avant la guerre de Trente Ans puisque le village, comme beaucoup d'autres autour de Bourbonne, fut incendié.
Laneuvelle produisait un vin renommé, hélas, le phylloxéra détruisit le vignoble à la fin du XIXe siècle. En 1903, le ministre de l'agriculture octroie une subvention de 400 francs pour encourager à la reconstitution du vignoble.

## Politique et administration
| Période                                  | Période   | Identité         | Étiquette | Qualité |
| ---------------------------------------- | --------- | ---------------- | --------- | ------- |
| Les données manquantes sont à compléter. |           |                  |           |         |
|                                          |           | Placide Fournier |           |         |
|                                          |           | Evelyne Fournier |           |         |
| mars 1995                                | mars 2001 | Martial Gervais  |           |         |
| mars 2001                                | mars 2008 | Yannick Lang     |           |         |
| mars 2008                                | 2020      | Serge Magnin     |           |         |

## Population et société

### Démographie

#### Évolution démographique
L'évolution du nombre d'habitants est connue à travers les recensements de la population effectués dans la commune depuis 1793. Pour les communes de moins de 10 000 habitants, une enquête de recensement portant sur toute la population est réalisée tous les cinq ans, les populations de référence des années intermédiaires étant quant à elles estimées par interpolation ou extrapolation. Pour la commune, le premier recensement exhaustif entrant dans le cadre du nouveau dispositif a été réalisé en 2008.

En 2022, la commune comptait 64 habitants, en évolution de −7,25 % par rapport à 2016 (Haute-Marne : −4,62 %, France hors Mayotte : +2,11 %).
| 1793 | 1800 | 1806 | 1821 | 1831 | 1836 | 1841 | 1846 | 1851 |
| ---- | ---- | ---- | ---- | ---- | ---- | ---- | ---- | ---- |
| 448  | 501  | 510  | 506  | 567  | 579  | 553  | 533  | 576  |

| 1856 | 1861 | 1866 | 1872 | 1876 | 1881 | 1886 | 1891 | 1896 |
| ---- | ---- | ---- | ---- | ---- | ---- | ---- | ---- | ---- |
| 520  | 537  | 537  | 525  | 505  | 497  | 480  | 475  | 422  |

| 1901 | 1906 | 1911 | 1921 | 1926 | 1931 | 1936 | 1946 | 1954 |
| ---- | ---- | ---- | ---- | ---- | ---- | ---- | ---- | ---- |
| 391  | 364  | 323  | 283  | 248  | 225  | 210  | 197  | 191  |

| 1962 | 1968 | 1975 | 1982 | 1990 | 1999 | 2006 | 2008 | 2013 |
| ---- | ---- | ---- | ---- | ---- | ---- | ---- | ---- | ---- |
| 178  | 142  | 119  | 112  | 103  | 101  | 75   | 67   | 70   |

| 2018 | 2022 | - | - | - | - | - | - | - |
| ---- | ---- | - | - | - | - | - | - | - |
| 62   | 64   | - | - | - | - | - | - | - |

## Lieux et monuments
1. Chapelle Notre-Dame-de-la-Reconnaissance érigée en 1855 sur une colline à l'est du village en remerciement divin, à la suite de l'épidémie de choléra qui sévit dans la région, mais épargna Laneuvelle au milieu du XIXe siècle.
2. Église Saint-Pierre au centre du village.
3. Ancien pressoir qui fait actuellement office de salle de convivialité estivale, à quelques mètres à l'est de l'église.
4. Ancien lavoir.

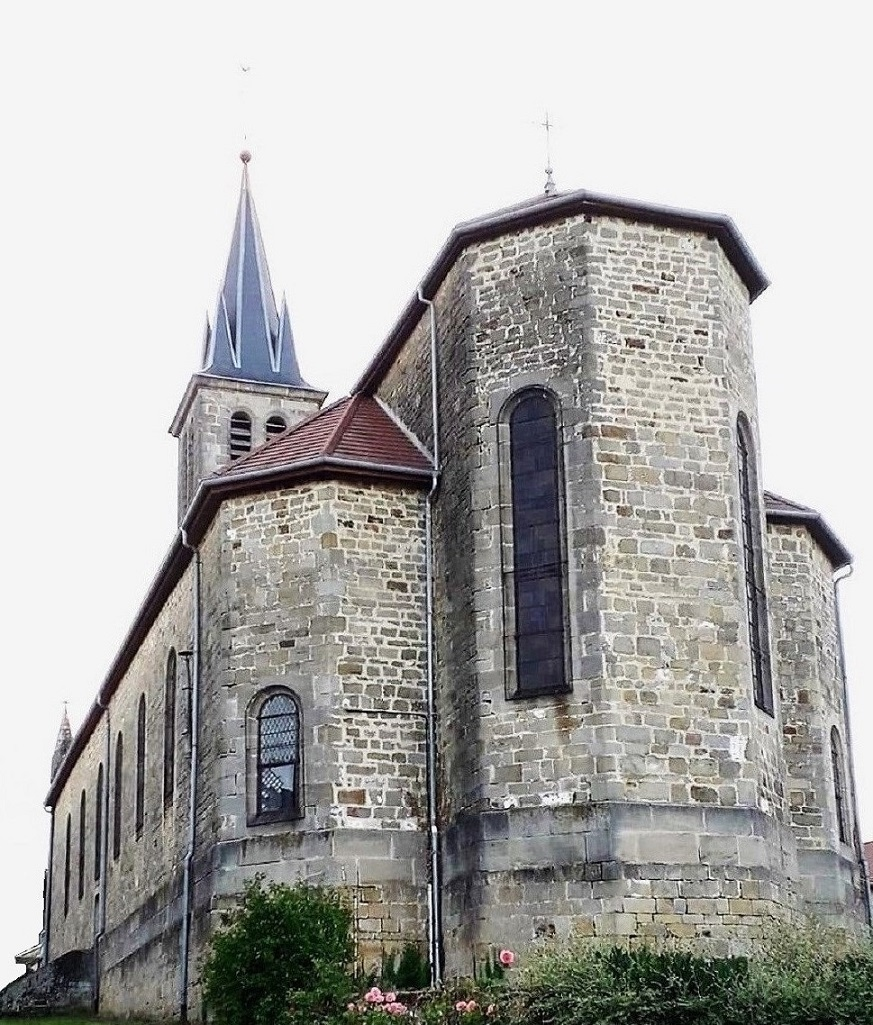
l'église Saint-Pierre
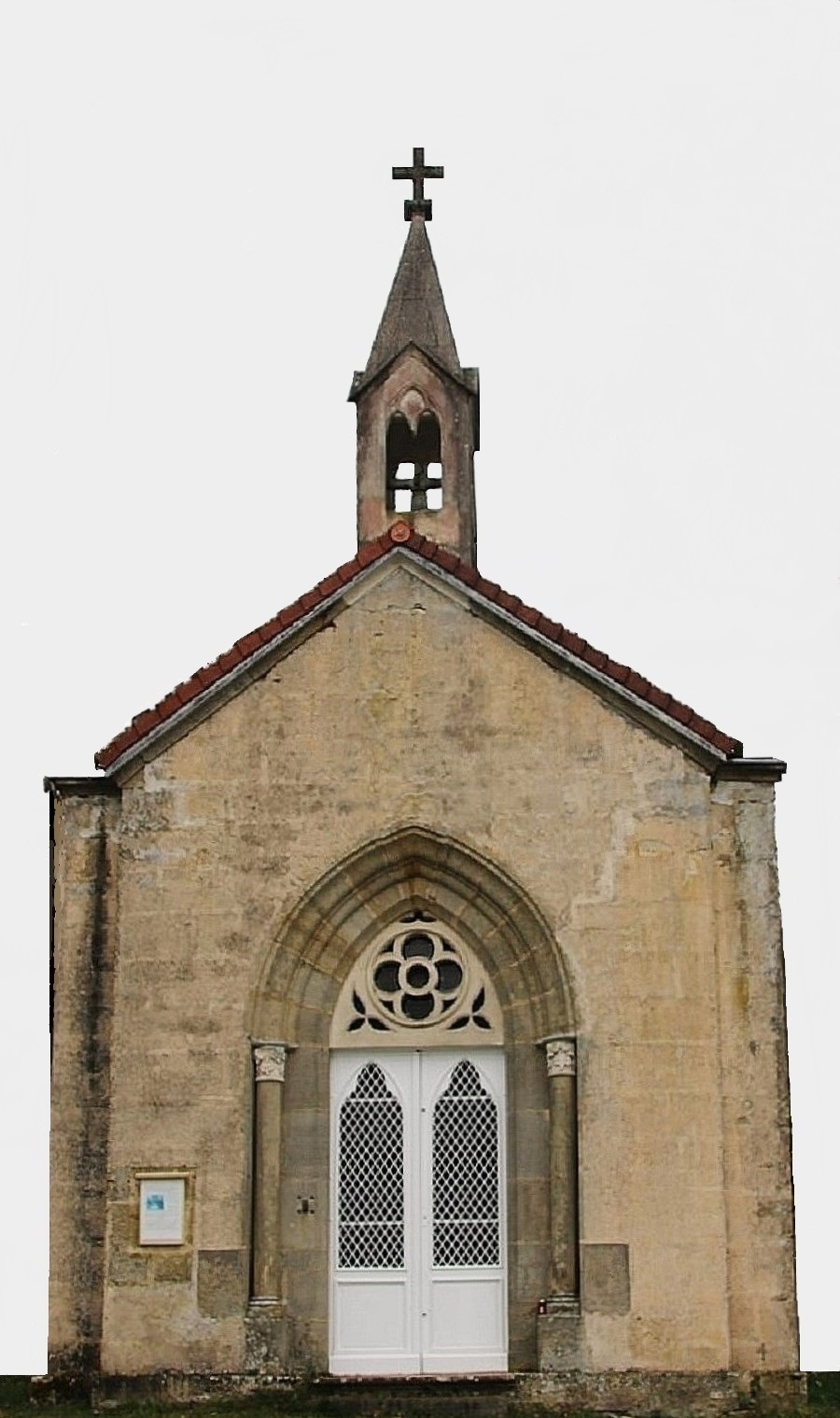
la chapelle Notre-Dame-de-la-Reconnaissance.